# Joseph Brennan (personnalité politique)
 (mars 2019).
Si vous disposez d'ouvrages ou d'articles de référence ou si vous connaissez des sites web de qualité traitant du thème abordé ici, merci de compléter l'article en donnant les références utiles à sa vérifiabilité et en les liant à la section « Notes et références ».
Pour les articles homonymes, voir Joseph Brennan.
Joseph Peter Brennan (14 février 1912 - 13 juillet 1980) est une personnalité politique irlandaise du Fianna Fáil. Il est Ceann Comhairle du Dáil Éireann de 1977 à 1989, chef adjoint du Fianna Fáil de 1973 à 1977, ministre de l'Emploi et de la protection sociale de 1970 à 1973 et 1966 à 1969, ministre du Travail de 1969 à 1973, ministre des Postes et Télégraphes de 1965 à 1966. Il est député (Teachta Dála) de 1951 à 1980.